# 長谷川ゆう
長谷川 ゆう（はせがわ ゆう、1986年8月27日 - ）は、日本のキャスター、スポーツライター、モデル。群馬県出身。
フットサル本の監修・執筆など、現在はサッカー・フットサルメディアを中心に活動中。

## 人物・来歴
- 兄の影響で10歳のときにサッカーを始める。小学5年から小学6年まで前橋エコークラブに所属。関東大会出場、ヴェルディカップ3位の成績。
- 中学生時代は社会人チームのFCすばるに所属し関東リーグを経験。サッカーの特待生として高校に入学し、関東大会ベスト8、U-15・U-18群馬県選抜に選ばれる。鮫島彩（ベガルタ仙台レディース）や近賀ゆかり（INAC神戸レオネッサ）と対戦経験がある。
- 高校卒業時に「女子サッカーを広められるようになりたい」と上京を決意。2009年にデビュー。
- 漫画『キャプテン翼』の作者として知られる高橋陽一率いる芸能人女子フットサルチーム「南葛シューターズ」に所属。背番号は「14」。ポジションは ピヴォ（FW）。
- 新世代エレクトロ・ガール・ポップ・シンガー「yuu.」として1stシングル「StrawberryTea」をリリース（2011年 - ）。

## 主な出演作品

### 映画
- ミロクローゼ（2012年11月24日）
- すーちゃんまいちゃんさわ子さん（2013年3月2日）

### TV
- ビート（ドラマW・WOWOW）
- アイドル恋から（エンタ!371）
- ザ!世界仰天ニュース（日本テレビ）
- 魔女たちの22時（日本テレビ）

### 舞台
- 劇団空間エンジン「それゆけ!遠山一家～ヤスの恋破れ、雨・・・～」
- ザッパー熱風隊緊急特別企画「熱風カウンターカルチャーVol1」

### 雑誌
- 東京ウォーカー
- 月刊アフタヌーン
- ハート美人になれる宿坊ガイド

### その他
- 魔神忍法帖 - オンラインパチンコ（888パチンコ） - アヤメ役
- 美人ラジオ体操
- 住友3M「スコッチ」WebCM
- Supersports XEBIO（ゼビオ）adidasフットサルウェア - イメージモデル
- BFBチャンピオンズ 2.0～Football Club Manager～（サイバード、2018年5月1日- ）BFBフレンズ（キャンペーン大使）
- サッカーキング　ハーフ・タイム　金曜日担当MC　(YouTube、ニコニコ生放送、Periscopeにて配信)

## 主なリリース作品

### シングル
- StrawberryTea（2011年8月27日、ブリジニア） - yuu.名義

### イメージDVD
- Love You（2012年9月21日、M.B.Dメディアブランド）